# Bolíviai labdarúgó-válogatott
A bolíviai labdarúgó-válogatott Bolívia nemzeti csapata, amelyet a bolíviai labdarúgó-szövetség (spanyolul: Federación Boliviana de Fútbol) irányít. 1926 óta tagja a FIFA-nak és egyike a tíz CONMEBOL tagországnak.
Részt vettek az 1930-as és az 1950-es világbajnokságon, ezután legközelebb csak 1994-ben kvalifikálták magukat. A nyitómérkőzésen a címvédő Németországgal találkoztak Chicagóban. Bolívia 1–0-s vereséget szenvedett, miután Marco Etcheverry-t – aki a nemzeti-válogatott legjobb játékosa volt a '90-es években – kiállították, csupán három perccel azután, hogy becserélték. A válogatott soha sem jutott tovább a csoportkörnél a világbajnokságokon. Legnagyobb sikerük, hogy 1963-ban megnyerték a hazai pályán rendezett Copa Américát. Az 1997-es tornán ismét a döntőbe jutottak, de ott kikaptak a braziloktól. Második helyükkel résztvevői voltak az 1999-es konföderációs kupának.

## Története
A bolíviai válogatott első mérkőzését 1926. október 12-én játszotta Chile ellen. A találkozót az 1926-os Dél-amerikai bajnokságon rendezték, amit a chileiek nyerték 7–1-re. Bolívia egyike volt az 1930-as világbajnokság résztvevőinek, melynek Uruguay adott otthont.  A 2. csoportba kerültek Brazília és Jugoszlávia mellé. Mindkét mérkőzésüket 4–0-ra veszítették el, előbb a jugoszlávoktól az Estadio Gran Parque Centralban, majd a braziloktól az Estadio Centenarióban. A jugoszlávok elleni mérkőzés után sokáig nem találkoztak európai ellenféllel, legközelebb csak 1972-ben, ugyancsak Jugoszláviával játszottak. Az 1950-es világbajnokságra azután jutottak ki, hogy Argentína visszalépett a selejtezőktől. Arra a tornára, amikor három csapat is visszalépett az indulástól, így Bolívia Uruguayjal került egy kéttagú csoportba. Az egyetlen mérkőzésüket az Estádio Independênciában, Belo Horizonteban 8–0-ra elveszítették.
A bolíviai válogatott történetének legnagyobb sikerét 1963-ban érte el, amikor hazai pályán megnyerte az 1963-as Dél-amerikai bajnokságot. Az 1978-as világbajnokság részvételi jogáért interkontinentális pótselejtezőt játszottak Magyarország ellen. Az első mérkőzésen Budapesten 6–0-ra, a visszavágón La Pazban 3–2-re kaptak ki. Az 1970-es években akadémiát hoztak létre annak érdekében, hogy a nemzetközi mezőnyhöz jobban felzárkózzanak. Az akadémia tagjai volt többek között: Marco Etcheverry, Erwin Sánchez és Luis Cristaldo. Az 1994-es világbajnokság selejtezőiben történetük során először megverték Brazíliát és kijutottak a világbajnokságra. A C csoportba kerültek és ők játszották a torna nyitómérkőzését a címvédő Németország ellen Chicagóban. A mérkőzést a németek nyerték 1–0-ra, miután a csereként beállt Marco Etcheverry mindössze 3 perc után a kiállítás sorsára jutott. Ezután Dél-Koreával játszottak 0–0-s döntetlent, majd Spanyolországtól kikaptak 3–1-re. A bolíviaiak egyetlen és első vb gólját Erwin Sanchez szerezte. 1997-ben Bolívia adott otthont a Copa Américanak, ahol egészen a döntőig jutottak, de ott 3–1-s vereséget szenvedtek Brazília ellen. A második helyükkel részvételi jogot szereztek az 1999-es konföderációs kupára (Brazília vb döntősként szerzett jogot, miután Franciaország visszalépett az indulástól). A csoportkörben Egyiptommal 2–2-s, Szaúd-Arábiával 0–0-s döntetlent játszottak, míg Mexikótól kikaptak 1–0-ra.
A 2015-ös Copa Américán Mexikó ellen 0–0-val kezdtek, majd Ecuadort Ronald Raldes, Martin Smedberg-Dalence és Marcelo Martins Moreno góljaival legyőzték 3–2-re. Mindez azt jelentette, hogy továbbjutottak a csoportjukból, ami 1997 óta első alkalommal történt meg. A negyeddöntőben végül Peru ellen estek ki egy 3–1-s vereséggel.

## A válogatott szerelése
A bolíviai válogatott legelső szerelése fehér volt. Az 1930-as világbajnokságon minden játékos mezére egy betű került, ami kiadta a "Viva Uruguay" feliratot, ezzel kedveskedve a hazaiak előtt. 1946-ban fekete-fehér csíkos szerelésre váltottak. 1957-ben a bolíviai szövetség eldöntötte, hogy a bolíviai zászló színeiből választják ki a válogatott mezének színét. Mivel több Dél-amerikai válogatott már használta a piros és a sárga színeket, úgy határoztak a zöld lesz az első számú mezszín. Innen a csapat beceneve: El Verde, azaz a zöldek. 
| 1926–1953 | 1946 | 1957– |

## Nemzetközi eredmények
Copa América
- Győztes: 1 alkalommal (1963)
- Ezüstérmes: 1 alkalommal (1997)
- 4. hely: 2 alkalommal (1927, 1949)

### Világbajnoki szereplés

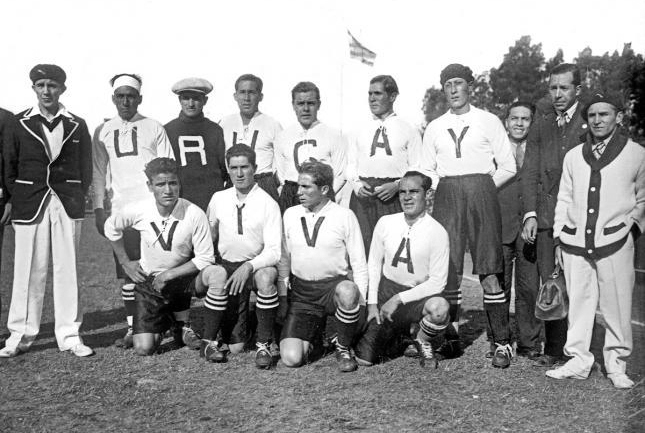
A bolíviai válogatott az 1930-as vb-n.

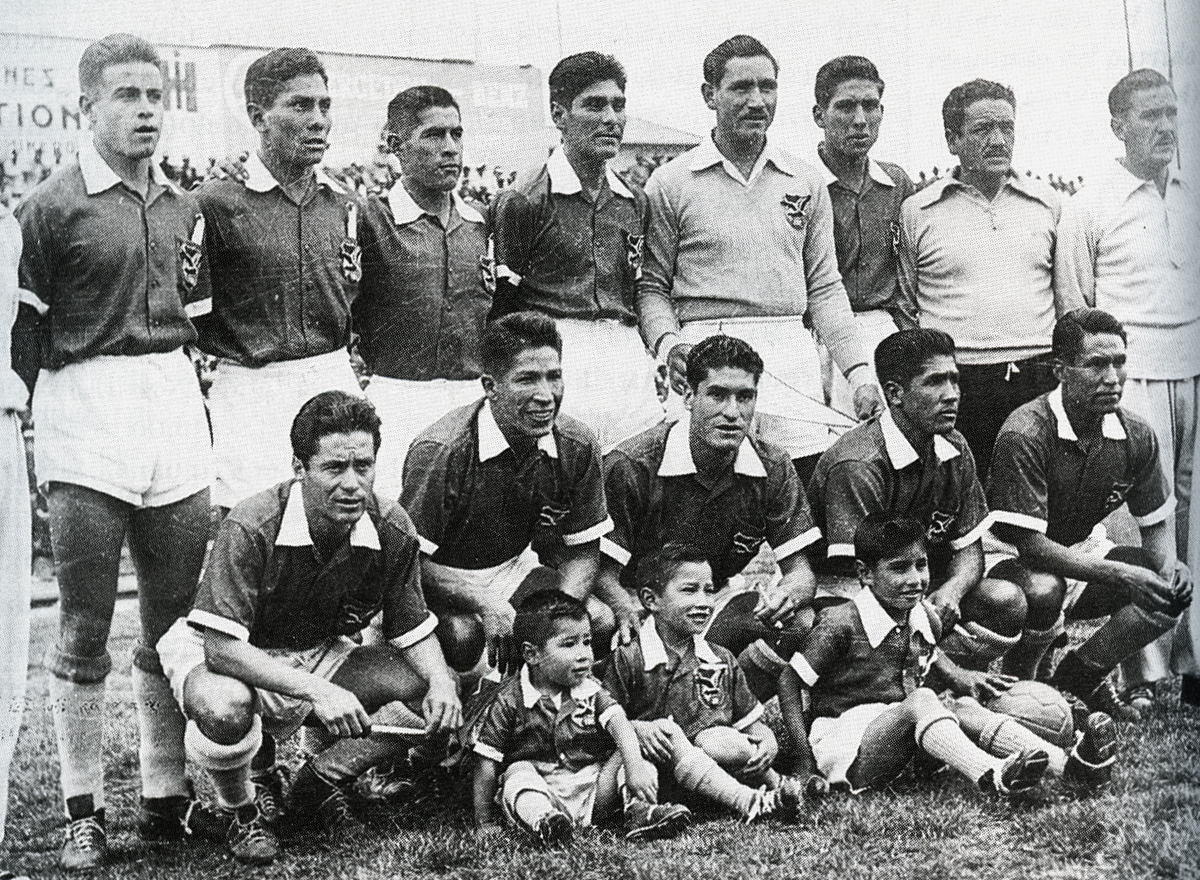
A bolíviai válogatott 1957-ben.

| Év       | Eredmény                            | Hely                                | M                                   | Gy                                  | D                                   | V                                   | Rg                                  | Kg                                  |
| -------- | ----------------------------------- | ----------------------------------- | ----------------------------------- | ----------------------------------- | ----------------------------------- | ----------------------------------- | ----------------------------------- | ----------------------------------- |
| 1930     | Csoportkör                          | 12.                                 | 2                                   | 0                                   | 0                                   | 2                                   | 0                                   | 8                                   |
| 1934     | Nem indult                          | Nem indult                          | Nem indult                          | Nem indult                          | Nem indult                          | Nem indult                          | Nem indult                          | Nem indult                          |
| 1938     | Nem indult                          | Nem indult                          | Nem indult                          | Nem indult                          | Nem indult                          | Nem indult                          | Nem indult                          | Nem indult                          |
| 1950     | Csoportkör                          | 13.                                 | 1                                   | 0                                   | 0                                   | 1                                   | 0                                   | 8                                   |
| 1954     | A FIFA nem engedélyezte az indulást | A FIFA nem engedélyezte az indulást | A FIFA nem engedélyezte az indulást | A FIFA nem engedélyezte az indulást | A FIFA nem engedélyezte az indulást | A FIFA nem engedélyezte az indulást | A FIFA nem engedélyezte az indulást | A FIFA nem engedélyezte az indulást |
| 1958     | Nem jutott be                       | Nem jutott be                       | Nem jutott be                       | Nem jutott be                       | Nem jutott be                       | Nem jutott be                       | Nem jutott be                       | Nem jutott be                       |
| 1962     | Nem jutott be                       | Nem jutott be                       | Nem jutott be                       | Nem jutott be                       | Nem jutott be                       | Nem jutott be                       | Nem jutott be                       | Nem jutott be                       |
| 1966     | Nem jutott be                       | Nem jutott be                       | Nem jutott be                       | Nem jutott be                       | Nem jutott be                       | Nem jutott be                       | Nem jutott be                       | Nem jutott be                       |
| 1970     | Nem jutott be                       | Nem jutott be                       | Nem jutott be                       | Nem jutott be                       | Nem jutott be                       | Nem jutott be                       | Nem jutott be                       | Nem jutott be                       |
| 1974     | Nem jutott be                       | Nem jutott be                       | Nem jutott be                       | Nem jutott be                       | Nem jutott be                       | Nem jutott be                       | Nem jutott be                       | Nem jutott be                       |
| 1978     | Nem jutott be                       | Nem jutott be                       | Nem jutott be                       | Nem jutott be                       | Nem jutott be                       | Nem jutott be                       | Nem jutott be                       | Nem jutott be                       |
| 1982     | Nem jutott be                       | Nem jutott be                       | Nem jutott be                       | Nem jutott be                       | Nem jutott be                       | Nem jutott be                       | Nem jutott be                       | Nem jutott be                       |
| 1986     | Nem jutott be                       | Nem jutott be                       | Nem jutott be                       | Nem jutott be                       | Nem jutott be                       | Nem jutott be                       | Nem jutott be                       | Nem jutott be                       |
| 1990     | Nem jutott be                       | Nem jutott be                       | Nem jutott be                       | Nem jutott be                       | Nem jutott be                       | Nem jutott be                       | Nem jutott be                       | Nem jutott be                       |
| 1994     | Csoportkör                          | 21.                                 | 3                                   | 0                                   | 1                                   | 2                                   | 1                                   | 4                                   |
| 1998     | Nem jutott be                       | Nem jutott be                       | Nem jutott be                       | Nem jutott be                       | Nem jutott be                       | Nem jutott be                       | Nem jutott be                       | Nem jutott be                       |
| 2002     | Nem jutott be                       | Nem jutott be                       | Nem jutott be                       | Nem jutott be                       | Nem jutott be                       | Nem jutott be                       | Nem jutott be                       | Nem jutott be                       |
| 2006     | Nem jutott be                       | Nem jutott be                       | Nem jutott be                       | Nem jutott be                       | Nem jutott be                       | Nem jutott be                       | Nem jutott be                       | Nem jutott be                       |
| 2010     | Nem jutott be                       | Nem jutott be                       | Nem jutott be                       | Nem jutott be                       | Nem jutott be                       | Nem jutott be                       | Nem jutott be                       | Nem jutott be                       |
| 2014     | Nem jutott be                       | Nem jutott be                       | Nem jutott be                       | Nem jutott be                       | Nem jutott be                       | Nem jutott be                       | Nem jutott be                       | Nem jutott be                       |
| 2018     | Nem jutott be                       | Nem jutott be                       | Nem jutott be                       | Nem jutott be                       | Nem jutott be                       | Nem jutott be                       | Nem jutott be                       | Nem jutott be                       |
| Összesen | Csoportkör                          | 3/20                                | 6                                   | 0                                   | 1                                   | 5                                   | 1                                   | 20                                  |

| Dél-Amerika bajnokság | Dél-Amerika bajnokság | Dél-Amerika bajnokság | Dél-Amerika bajnokság | Dél-Amerika bajnokság | Dél-Amerika bajnokság | Dél-Amerika bajnokság | Dél-Amerika bajnokság | Dél-Amerika bajnokság |
| Év                    | Eredmény              | Hely                  | M                     | Gy                    | D                     | V                     | RG                    | KG                    |
| --------------------- | --------------------- | --------------------- | --------------------- | --------------------- | --------------------- | --------------------- | --------------------- | --------------------- |
| 1916                  | Nem indult            | Nem indult            | Nem indult            | Nem indult            | Nem indult            | Nem indult            | Nem indult            | Nem indult            |
| 1917                  | Nem indult            | Nem indult            | Nem indult            | Nem indult            | Nem indult            | Nem indult            | Nem indult            | Nem indult            |
| 1919                  | Nem indult            | Nem indult            | Nem indult            | Nem indult            | Nem indult            | Nem indult            | Nem indult            | Nem indult            |
| 1920                  | Nem indult            | Nem indult            | Nem indult            | Nem indult            | Nem indult            | Nem indult            | Nem indult            | Nem indult            |
| 1921                  | Nem indult            | Nem indult            | Nem indult            | Nem indult            | Nem indult            | Nem indult            | Nem indult            | Nem indult            |
| 1922                  | Nem indult            | Nem indult            | Nem indult            | Nem indult            | Nem indult            | Nem indult            | Nem indult            | Nem indult            |
| 1923                  | Nem indult            | Nem indult            | Nem indult            | Nem indult            | Nem indult            | Nem indult            | Nem indult            | Nem indult            |
| 1924                  | Nem indult            | Nem indult            | Nem indult            | Nem indult            | Nem indult            | Nem indult            | Nem indult            | Nem indult            |
| 1925                  | Nem indult            | Nem indult            | Nem indult            | Nem indult            | Nem indult            | Nem indult            | Nem indult            | Nem indult            |
| 1926                  | 5. hely               | 5.                    | 4                     | 0                     | 0                     | 4                     | 2                     | 24                    |
| 1927                  | 4. hely               | 4.                    | 3                     | 0                     | 0                     | 3                     | 3                     | 19                    |
| 1929                  | Visszalépett          | Visszalépett          | Visszalépett          | Visszalépett          | Visszalépett          | Visszalépett          | Visszalépett          | Visszalépett          |
| 1935                  | Visszalépett          | Visszalépett          | Visszalépett          | Visszalépett          | Visszalépett          | Visszalépett          | Visszalépett          | Visszalépett          |
| 1937                  | Visszalépett          | Visszalépett          | Visszalépett          | Visszalépett          | Visszalépett          | Visszalépett          | Visszalépett          | Visszalépett          |
| 1939                  | Visszalépett          | Visszalépett          | Visszalépett          | Visszalépett          | Visszalépett          | Visszalépett          | Visszalépett          | Visszalépett          |
| 1941                  | Visszalépett          | Visszalépett          | Visszalépett          | Visszalépett          | Visszalépett          | Visszalépett          | Visszalépett          | Visszalépett          |
| 1942                  | Visszalépett          | Visszalépett          | Visszalépett          | Visszalépett          | Visszalépett          | Visszalépett          | Visszalépett          | Visszalépett          |
| 1945                  | 6. hely               | 6.                    | 6                     | 0                     | 2                     | 4                     | 3                     | 16                    |
| 1946                  | 6. hely               | 6.                    | 5                     | 0                     | 0                     | 5                     | 4                     | 23                    |
| 1947                  | 7. hely               | 7.                    | 7                     | 0                     | 2                     | 5                     | 6                     | 21                    |
| 1949                  | 4. hely               | 4.                    | 7                     | 4                     | 0                     | 3                     | 13                    | 24                    |
| 1953                  | 6. hely               | 6.                    | 6                     | 1                     | 1                     | 4                     | 6                     | 15                    |
| 1955                  | Visszalépett          | Visszalépett          | Visszalépett          | Visszalépett          | Visszalépett          | Visszalépett          | Visszalépett          | Visszalépett          |
| 1956                  | Visszalépett          | Visszalépett          | Visszalépett          | Visszalépett          | Visszalépett          | Visszalépett          | Visszalépett          | Visszalépett          |
| 1957                  | Visszalépett          | Visszalépett          | Visszalépett          | Visszalépett          | Visszalépett          | Visszalépett          | Visszalépett          | Visszalépett          |
| 1959                  | 7. hely               | 7.                    | 6                     | 0                     | 1                     | 5                     | 4                     | 23                    |
| 1959                  | Visszalépett          | Visszalépett          | Visszalépett          | Visszalépett          | Visszalépett          | Visszalépett          | Visszalépett          | Visszalépett          |
| 1963                  | Győztes               | 1.                    | 6                     | 5                     | 1                     | 0                     | 19                    | 13                    |
| 1967                  | 6. hely               | 6.                    | 5                     | 0                     | 1                     | 4                     | 0                     | 9                     |
| Összesen              | 1                     | 10/29                 | 55                    | 10                    | 8                     | 37                    | 60                    | 187                   |

| Copa América | Copa América | Copa América | Copa América | Copa América | Copa América | Copa América | Copa América | Copa América |
| Év           | Eredmény     | Hely         | M            | Gy           | D            | V            | RG           | KG           |
| ------------ | ------------ | ------------ | ------------ | ------------ | ------------ | ------------ | ------------ | ------------ |
| 1975         | Csoportkör   | 8.           | 4            | 1            | 0            | 3            | 3            | 9            |
| 1979         | Csoportkör   | 7.           | 4            | 2            | 0            | 2            | 4            | 7            |
| 1983         | Csoportkör   | 8.           | 4            | 0            | 2            | 2            | 4            | 6            |
| 1987         | Csoportkör   | 7.           | 2            | 0            | 1            | 1            | 0            | 2            |
| 1989         | Csoportkör   | 9.           | 4            | 0            | 2            | 2            | 0            | 8            |
| 1991         | Csoportkör   | 9.           | 4            | 0            | 2            | 2            | 2            | 7            |
| 1993         | Csoportkör   | 10.          | 3            | 0            | 2            | 1            | 1            | 2            |
| 1995         | Negyeddöntő  | 8.           | 4            | 1            | 1            | 2            | 5            | 6            |
| 1997         | Döntő        | 2.           | 6            | 5            | 0            | 1            | 10           | 5            |
| 1999         | Csoportkör   | 9.           | 3            | 0            | 2            | 1            | 1            | 2            |
| 2001         | Csoportkör   | 11.          | 3            | 0            | 0            | 3            | 0            | 7            |
| 2004         | Csoportkör   | 9.           | 3            | 0            | 2            | 1            | 3            | 5            |
| 2007         | Csoportkör   | 10.          | 3            | 0            | 2            | 1            | 4            | 5            |
| 2011         | Csoportkör   | 11.          | 3            | 0            | 1            | 2            | 1            | 5            |
| 2015         | Negyeddöntő  | 8.           | 4            | 1            | 1            | 2            | 4            | 10           |
| 2016         | Csoportkör   | 14.          | 3            | 0            | 0            | 3            | 2            | 7            |
| 2019         | Csoportkör   | 16.          | 3            | 0            | 0            | 3            | 2            | 9            |
| Összesen     | Döntő        | 17/17        | 60           | 10           | 18           | 32           | 44           | 93           |

| Év       | Eredmény      | Hely          | M             | Gy            | D             | V             | Rg            | Kg            |
| 1992     | Nem jutott be | Nem jutott be | Nem jutott be | Nem jutott be | Nem jutott be | Nem jutott be | Nem jutott be | Nem jutott be |
| 1995     | Nem jutott be | Nem jutott be | Nem jutott be | Nem jutott be | Nem jutott be | Nem jutott be | Nem jutott be | Nem jutott be |
| 1997     | Nem jutott be | Nem jutott be | Nem jutott be | Nem jutott be | Nem jutott be | Nem jutott be | Nem jutott be | Nem jutott be |
| 1999     | Csoportkör    | 6.            | 3             | 0             | 2             | 1             | 2             | 3             |
| 2001     | Nem jutott be | Nem jutott be | Nem jutott be | Nem jutott be | Nem jutott be | Nem jutott be | Nem jutott be | Nem jutott be |
| 2003     | Nem jutott be | Nem jutott be | Nem jutott be | Nem jutott be | Nem jutott be | Nem jutott be | Nem jutott be | Nem jutott be |
| 2005     | Nem jutott be | Nem jutott be | Nem jutott be | Nem jutott be | Nem jutott be | Nem jutott be | Nem jutott be | Nem jutott be |
| 2009     | Nem jutott be | Nem jutott be | Nem jutott be | Nem jutott be | Nem jutott be | Nem jutott be | Nem jutott be | Nem jutott be |
| 2013     | Nem jutott be | Nem jutott be | Nem jutott be | Nem jutott be | Nem jutott be | Nem jutott be | Nem jutott be | Nem jutott be |
| 2017     | Nem jutott be | Nem jutott be | Nem jutott be | Nem jutott be | Nem jutott be | Nem jutott be | Nem jutott be | Nem jutott be |
| Összesen | Csoportkör    | 1/10          | 3             | 0             | 2             | 1             | 2             | 3             |

| Pánamerikai játékok | Pánamerikai játékok | Pánamerikai játékok | Pánamerikai játékok | Pánamerikai játékok | Pánamerikai játékok | Pánamerikai játékok | Pánamerikai játékok | Pánamerikai játékok |
| Év                  | Eredmény            | Hely                | M                   | Gy                  | D                   | V                   | Rg                  | Kg                  |
| ------------------- | ------------------- | ------------------- | ------------------- | ------------------- | ------------------- | ------------------- | ------------------- | ------------------- |
| 1951                | Nem vett részt      | Nem vett részt      | Nem vett részt      | Nem vett részt      | Nem vett részt      | Nem vett részt      | Nem vett részt      | Nem vett részt      |
| 1955                | Nem vett részt      | Nem vett részt      | Nem vett részt      | Nem vett részt      | Nem vett részt      | Nem vett részt      | Nem vett részt      | Nem vett részt      |
| 1959                | Nem vett részt      | Nem vett részt      | Nem vett részt      | Nem vett részt      | Nem vett részt      | Nem vett részt      | Nem vett részt      | Nem vett részt      |
| 1963                | Nem vett részt      | Nem vett részt      | Nem vett részt      | Nem vett részt      | Nem vett részt      | Nem vett részt      | Nem vett részt      | Nem vett részt      |
| 1967                | Nem vett részt      | Nem vett részt      | Nem vett részt      | Nem vett részt      | Nem vett részt      | Nem vett részt      | Nem vett részt      | Nem vett részt      |
| 1971                | Nem vett részt      | Nem vett részt      | Nem vett részt      | Nem vett részt      | Nem vett részt      | Nem vett részt      | Nem vett részt      | Nem vett részt      |
| 1975                | 2. csoportkör       | 5.                  | 5                   | 2                   | 0                   | 3                   | 4                   | 14                  |
| 1979                | Nem vett részt      | Nem vett részt      | Nem vett részt      | Nem vett részt      | Nem vett részt      | Nem vett részt      | Nem vett részt      | Nem vett részt      |
| 1983                | Nem vett részt      | Nem vett részt      | Nem vett részt      | Nem vett részt      | Nem vett részt      | Nem vett részt      | Nem vett részt      | Nem vett részt      |
| 1987                | Nem vett részt      | Nem vett részt      | Nem vett részt      | Nem vett részt      | Nem vett részt      | Nem vett részt      | Nem vett részt      | Nem vett részt      |
| 1991                | Nem vett részt      | Nem vett részt      | Nem vett részt      | Nem vett részt      | Nem vett részt      | Nem vett részt      | Nem vett részt      | Nem vett részt      |
| 1995                | Nem vett részt      | Nem vett részt      | Nem vett részt      | Nem vett részt      | Nem vett részt      | Nem vett részt      | Nem vett részt      | Nem vett részt      |
| 1999                | Nem vett részt      | Nem vett részt      | Nem vett részt      | Nem vett részt      | Nem vett részt      | Nem vett részt      | Nem vett részt      | Nem vett részt      |
| 2003                | Nem vett részt      | Nem vett részt      | Nem vett részt      | Nem vett részt      | Nem vett részt      | Nem vett részt      | Nem vett részt      | Nem vett részt      |
| 2007                | Elődöntő            | 4.                  | 5                   | 2                   | 1                   | 2                   | 7                   | 5                   |
| 2011                | Nem jutott be       | Nem jutott be       | Nem jutott be       | Nem jutott be       | Nem jutott be       | Nem jutott be       | Nem jutott be       | Nem jutott be       |
| 2015                | Nem jutott be       | Nem jutott be       | Nem jutott be       | Nem jutott be       | Nem jutott be       | Nem jutott be       | Nem jutott be       | Nem jutott be       |
| 2019                | Folyamatban         | Folyamatban         | Folyamatban         | Folyamatban         | Folyamatban         | Folyamatban         | Folyamatban         | Folyamatban         |
| Összesen            | Elődöntő            | 2/17                | 10                  | 4                   | 1                   | 5                   | 5                   | 11                  |

## Játékosok

### Játékoskeret
A  2019-es Copa Américára nevezett 23 fős keret.
A pályára lépések és gólok száma a  Franciaország elleni 2018. június 2-án mérkőzés után lett frissítve.
| Szám | Poszt | Név                 | Születési dátum / Kor         | Válogatottság | Gólok | Klub                     |
| ---- | ----- | ------------------- | ----------------------------- | ------------- | ----- | ------------------------ |
| 1    | K     | Carlos Lampe        | 1987. március 17. (37 éves)   | 26            | 0     | San José                 |
| 12   | K     | Rubén Cordano       | 1998. október 16. (26 éves)   | 1             | 0     | Blooming                 |
| 23   | K     | Javier Rojas        | 1996. január 14. (29 éves)    | 0             | 0     | Nacional Potosí          |
| 17   | V     | Marvin Bejarano     | 1988. március 6. (37 éves)    | 38            | 0     | The Strongest            |
| 8    | V     | Diego Bejarano      | 1991. augusztus 24. (33 éves) | 26            | 2     | Bolívar                  |
| 4    | V     | Luis Haquin         | 1997. november 15. (27 éves)  | 13            | 1     | Puebla                   |
| 22   | V     | Adrián Jusino       | 1992. július 9. (32 éves)     | 4             | 0     | Bolívar                  |
| 2    | V     | Saúl Torres         | 1990. március 22. (34 éves)   | 3             | 0     | Nacional Potosí          |
| 5    | V     | Mario Cuéllar       | 1989. május 5. (35 éves)      | 2             | 0     | Oriente Petrolero        |
| 13   | V     | José María Carrasco | 1997. augusztus 16. (27 éves) | 1             | 0     | Blooming                 |
| 3    | KP    | Alejandro Chumacero | 1991. április 22. (33 éves)   | 41            | 2     | Puebla                   |
| 14   | KP    | Raúl Castro         | 1989. augusztus 19. (35 éves) | 19            | 0     | The Strongest            |
| 6    | KP    | Erwin Saavedra      | 1996. február 22. (29 éves)   | 18            | 0     | Bolívar                  |
| 7    | KP    | Leonel Justiniano   | 1992. július 2. (32 éves)     | 17            | 0     | Bolívar                  |
| 10   | KP    | Samuel Galindo      | 1992. április 18. (32 éves)   | 8             | 0     | Always Ready             |
| 20   | KP    | Fernando Saucedo    | 1990. március 15. (35 éves)   | 6             | 0     | Jorge Wilstermann        |
| 16   | KP    | Diego Wayar         | 1993. október 15. (31 éves)   | 3             | 0     | The Strongest            |
| 21   | KP    | Roberto Fernández   | 1999. július 12. (25 éves)    | 2             | 0     | Blooming                 |
| 15   | KP    | Paul Arano          | 1995. február 23. (30 éves)   | 0             | 0     | Blooming                 |
| 9    | CS    | Marcelo Martins     | 1987. június 18. (37 éves)    | 73            | 17    | Shijiazhuang Ever Bright |
| 18   | CS    | Gilbert Álvarez     | 1992. április 7. (32 éves)    | 19            | 3     | Jorge Wilstermann        |
| 19   | CS    | Rodrigo Ramallo     | 1990. október 14. (34 éves)   | 15            | 2     | San José                 |
| 11   | CS    | Leonardo Vaca       | 1995. november 24. (29 éves)  | 11            | 1     | Blooming                 |

## Válogatottsági rekordok
Az adatok 2016. november 15. állapotoknak felelnek meg.
- A még aktív játékosok félkövérrel vannak megjelölve.

| #   | Név                    | Karrier   | Vál. | Gól |
| --- | ---------------------- | --------- | ---- | --- |
| 1.  | Luis Héctor Cristaldo  | 1989–2005 | 93   | 5   |
| 1.  | Marco Antonio Sandy    | 1993–2003 | 93   | 6   |
| 1.  | Ronald Raldes          | 2001–     | 93   | 3   |
| 4.  | José Milton Melgar     | 1980–1997 | 89   | 6   |
| 5.  | Carlos Fernando Borja  | 1979–1995 | 88   | 1   |
| 6.  | Julio César Baldivieso | 1991–2005 | 85   | 15  |
| 6.  | Juan Manuel Peña       | 1991–2009 | 85   | 1   |
| 8.  | Miguel Ángel Rimba     | 1989–2000 | 80   | 0   |
| 9.  | Óscar Sánchez          | 1994–2006 | 78   | 6   |
| 10. | Jaime Moreno           | 1993–2008 | 75   | 9   |

| #   | Név                      | Karrier   | Gól |
| --- | ------------------------ | --------- | --- |
| 1.  | Joaquín Botero           | 1999–2009 | 20  |
| 2.  | Víctor Agustín Ugarte    | 1947–1963 | 16  |
| 3.  | Carlos Aragonés          | 1977–1981 | 15  |
| 3.  | Julio César Baldivieso   | 1991–2005 | 15  |
| 3.  | Erwin Sánchez            | 1989–2005 | 15  |
| 6   | Marcelo Martins          | 2007–     | 14  |
| 7.  | Máximo Alcócer           | 1953–1963 | 13  |
| 7.  | Marco Antonio Etcheverry | 1989–2003 | 13  |
| 9.  | Miguel Aguilar           | 1977–1983 | 10  |
| 10. | William Ramallo          | 1989–1997 | 9   |
| 10. | Jaime Moreno             | 1991–2008 | 9   |
| 10. | Juan Carlos Arce         | 2004–     | 9   |